# Carl Gustaf Wrangel

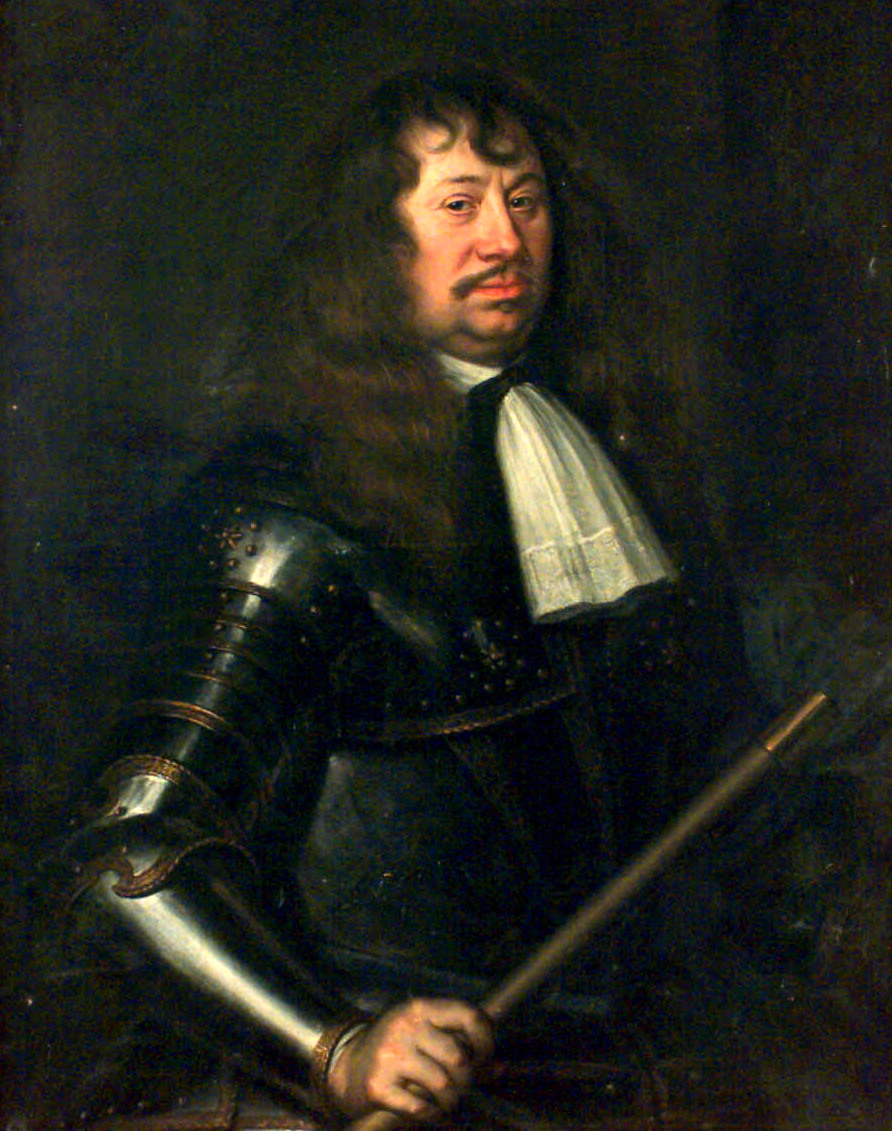
Carl Gustaf Wrangel w 1662

Carl Gustaf Wrangel (ur. 23 grudnia 1613, zm. 5 lipca 1676) – szwedzki feldmarszałek, dowódca z czasów wojny trzydziestoletniej.
Był synem Hermana Wrangla i potomkiem rodziny o bałto-germańskim pochodzeniu, której gałęzie można znaleźć w Szwecji, w Rosji i w Niemczech. Carl Gustaf urodził się w pobliżu Uppsali i w wieku 20 lat wyróżnił się jako kapitan kawalerii w walkach przeciwko armii Ligi Katolickiej. Trzy lata później został pułkownikiem, a w 1638 generałem-majorem, wciąż służąc w Niemczech. W 1644 dowodził flotą szwedzko-holenderską, która 23 października pobiła Duńczyków w bitwie pod Fehmarn.
W 1646 wrócił do Niemiec jako szwedzki feldmarszałek i przejął naczelne dowództwo armii szwedzkiej w Niemczech po Torstenssonie. Walczył w Niemczech przez ostatnie trzy kampanie, do końca wojny trzydziestoletniej. Pod wodzą Wrangla i Turenne'a sprzymierzone armie szwedzkie i francuskie maszerowały i walczyły w Bawarii i Wirtembergii. Wrangel i Turenne wspólnie odnieśli zwycięstwo nad armią cesarską w ostatniej znaczącej bitwie tej wojny – pod Zusmarshausen (17 maja 1648). W latach 50. XVII wieku był właścicielem zamku Spyker. 
W momencie wybuchu drugiej wojny północnej w 1655 Wrangel dowodził flotą, ale w 1656 znowu służył na lądzie, gdzie przyczynił się do zwycięstwa pod Kłeckiem oraz dowodził, wspólnie z Wielkim Elektorem Brandenburgii Fryderykiem Wilhelmem, w trzydniowej bitwie pod Warszawą. W 1657 dokonał najazdu na Jutlandię, a w 1658 przeszedł lodem na wyspy i zdobył Kronborg.
W 1666 wkroczył do Północnych Niemiec, by zdobyć miasto Bremę dla Szwecji, jednak bez powodzenia. 15 listopada 1666 został zmuszony do zawarcia pokoju (tzw. Pokój w Habenhausen).
W 1657 został Głównym Admirałem Szwecji (Riksamiral), a w 1664 Wielkim Konstablem Szwecji (Riksmarsk), i jako taki został członkiem Rady Królewskiej w czasie niepełnoletności króla Karola XI. Jednak jego ostatnia kampania nie była szczęśliwa. Dowodząc nieudolnie z powodu złego stanu zdrowia podczas wojny z Brandenburgią, został pobity w bitwie pod Fehrbellin. Wkrótce po tej klęsce zmarł na Rugii 5 lipca 1676.